# Luigi Guglielmo Cambray-Digny
Luigi Guglielmo conte di Cambray-Digny (Firenze, 8 aprile 1820 – San Piero a Sieve, 11 dicembre 1906) è stato un politico italiano, senatore del Regno d'Italia.

Stemma di San Piero a Sieve

Stemma di Firenze

Figura centrale all'interno del ceto dirigente toscano dai primi anni unitari alla crisi di fine secolo, è stato Ministro dell'agricoltura, dell'industria e del commercio, è stato poi nominato Ministro delle finanze del Regno d'Italia, grazie alla sua competenza in materia economica e finanziaria, nei Governi Rattazzi II, Menabrea I, Menabrea II e Menabrea III. È stato eletto Sindaco di Firenze, durante il periodo in cui era capitale del regno d'Italia, dal primo gennaio 1865 al 27 ottobre 1867.

## Biografia

### I primi anni
Unico figlio del conte Luigi Cambray-Digny e di Marianna Nencini, discendeva da una nobile famiglia fiorentina da sempre vicina ai Lorena. Il padre, che fu un rinomato architetto attivo durante l'occupazione napoleonica della Toscana, lo avviò agli studi di architettura. 
Il 22 agosto 1842 sposò la ventenne marchesina Virginia Tolomei Biffi, appartenente ad una ricca famiglia di proprietari terrieri del Mugello. La coppia ebbe tre figli. 

#### Formazione
Dal 1829 fu mandato a Parigi per studiare con il matematico Guillaume Libri all'École Politecnique, dove il padre aveva numerosi contatti con gli ambienti dell'ingegneria. Tornato in Italia, completò i suoi studi all'università di Pisa in meccanica applicata alle arti. Nel 1839 terminò i suoi studi al Politecnico. Gli studi gli furono utili a produrre una memoria sui fari di Fresnel, con la quale, all'età di vent'anni, nel 1840, poté diventare socio corrispondente dell'Accademia dei Georgofili e stabilire più ufficiali contatti col mondo degli studiosi e politici che vi gravitava. Fu amico di Ubaldino Peruzzi, il giovane nobile, che era ben inserito nei circoli aristocratici di Firenze, di cui il padre in quel periodo era gonfaloniere (una carica equivalente a sindaco).

## Attività politica

### I primi passi in politica
Per formazione e tradizione familiare era portato a partecipare agli impulsi riformatori tipici della nobiltà liberale toscana. Mantenne comunque un atteggiamento di prudenza rispetto ai cambiamenti sociali e di fedeltà alla propria dinastia. Durante il cosiddetto biennio delle riforme, nel 1846 - 1847, si schierò con il gruppo moderato dei liberali toscani, guidato da Gino Capponi e Cosimo Ridolfi, distinguendosi da quelli che lui considerava estremisti, come Vincenzo Salvagnoli, Bettino Ricasoli e Raffaello Lambruschini, che volevano posizioni più nette. Tuttavia, dopo che il granduca Leopoldo II concesse la libertà di stampa e istituì la Guardia civica, Cambray-Digny si arruolò e assunse il comando di una compagnia, alla testa della quale, nel marzo 1848 partì verso il confine con il Ducato di Lucca, la cui annessione alla Toscana aveva creato dei problemi di rettifica dei confini con il Ducato di Modena. Quando però scoppiò la Prima Guerra d'Indipendenza tra Austria e Regno di Sardegna, rimase in Toscana, per poter seguire da vicino i mutamenti politici che si stavano verificando a Firenze. Ben presto i moderati furono soppiantati al governo dai democratici, guidati da Francesco Domenico Guerrazzi e Giuseppe Montanelli, che prima costrinsero il granduca a fuggire a Gaeta, agli inizi del 1849, per poi proclamare la nascita della Repubblica Toscana. Cambray-Digny, che era priore del Municipio fiorentino sotto il gonfalonierato dell'amico Peruzzi, si schierò con i moderati legittimisti, partecipando l'11 aprile 1849 ai disordini scoppiati a Firenze contro la presenza delle truppe livornesi, per poi avere un ruolo di primo piano nelle trattative tra il Municipio e l'Assemblea costituente. Alla fine, toccò proprio a lui dichiarare, il 12 aprile, da Palazzo Vecchio, la destituzione di Guerrazzi e il ristabilimento della dinastia lorenese. Dopo la fine della stagione rivoluzionaria, il nobile toscano mantenne alcune cariche pubbliche, come il priorato a Firenze e il gonfalonierato a San Piero a Sieve (carica che la sua famiglia mantenne per quasi mezzo secolo), rimanendo di idee liberali moderate, ma più che alla politica, si dedicò agli studi economici e di agricoltura, di cui pubblicò diversi articoli sul Giornale agrario dell'Accademia dei Georgofili, oltre a incrementare la resa agricola dei suoi poderi in Mugello, migliorando anche le condizioni sociali dei mezzadri.

### Gli incarichi governativi nel Regno d'Italia
Nel 1859 tornò a fare politica insieme ai liberali toscani moderati. Cercò di convincere il granduca a concedere riforme liberali per salvare la dinastia lorenese e ad aderire, in aprile, all'Alleanza sardo-francese contro l'Austria, fatto che diede il via alla seconda guerra d'indipendenza italiana. Dopo la nuova, e definitiva, partenza di Leopoldo II da Firenze, giunse in Toscana il commissario regio piemontese Bon Compagni, che, nel tentativo di formare un governo cercò di includere Cambray-Digny come ministro delle finanze, senza riuscirvi, dell'inimicizia di quest'ultimo con Guerrazzi. Cambray-Digny entrò, comunque, a far parte della consulta nominata dal Governo provvisorio toscano con l'incarico di patrocinare la causa toscana presso il governo di Londra. Fermatosi a Torino per avere istruzioni, riuscì a tessere una buona rete di relazioni sia con il governo, guidato da Cavour, sia con la corte sabauda di Vittorio Emanuele II; pur contrario all'immediata annessione della Toscana al Regno di Sardegna, seguì le direttive del primo ministro piemontese, favorendo le dimostrazioni popolari favorevoli all'annessione che si crearono nelle maggiori città toscane. Dopo l'Armistizio di Villafranca dell'11 luglio 1859, che poneva fine alle ostilità, Cambray-Digny rientrò a Firenze, dove divenne sovrintendente delle Possessioni di Stato, per far fronte ai mutamenti economici derivati dalla vendita dei beni statali, venendo eletto in agosto deputato all'Assemblea toscana. Fu successivamente nominato senatore il 23 marzo 1860 da Vittorio Emanuele II, il quale, dopo il plebiscito che sancì l'unione della Toscana al Piemonte, lo nominò anche amministratore dei beni della Real Casa in Toscana.

### Ultimo gonfaloniere e primo sindaco di Firenze
Grazie alla carica di amministratore dei beni della Real Casa in Toscana, conquistò la fiducia del sovrano, divenendone il consigliere segreto più fidato; ciò gli garantì, subito dopo la proclamazione del Regno d'Italia il 17 marzo 1861, un posto di primo piano nel nuovo orizzonte politico nazionale. Il 1 gennaio 1865 fu nominato Gonfaloniere di Firenze, che il 3 febbraio successivo divenne capitale del Regno d'Italia. Dal 1 settembre 1865 (e fino al 27 ottobre 1867) con Decreto Reale divenne sindaco di Firenze, primo a rivestire questo ruolo in seguito alla soppressione del gonfalonierato in forza alle leggi di unificazione amministrativa del Regno d'Italia. Il suo mandato di primo cittadino concise con l'inizio della grande trasformazione in chiave borghese, a volte traumatica, della città, grazie anche ai grandi lavori di ampliamento progettati da Giuseppe Poggi che avrebbero dovuto adeguare Firenze al suo nuovo ruolo di Capitale.

### La nomina a ministro delle finanze
La sua competenza in materia economica e finanziaria portò alla sua nomina, il 27 ottobre 1867, a ministro delle finanze nel Governo Menabrea I. Il compito che aveva di fronte era enorme, poiché il bilancio dello Stato, dopo le spese sostenute per la Terza Guerra d'Indipendenza del 1866, era in un deficit pauroso, tanto che il governo precedente aveva introdotto il corso forzoso per farvi fronte. Cambray-Digny intendeva riportare in pareggio il bilancio, anche a costo di misure impopolari, come l'introduzione, nel luglio 1868, della Tassa sul macinato.

### La Tassa sul macinato
L'imposta gravava sulla macinazione dei cereali, che si pagava direttamente al mugnaio in base alla tipologia di cereali macinati. Già presentata dai passati governi rappresentava uno dei punti chiave della manovra finanziaria, insieme ai progetti di tasse di registro e bollo e sulle concessioni governative. 
La tassa, indispensabile per il risanamento del deficit statale, raggiunto nel marzo 1878, pesava soprattutto sui ceti più bassi della popolazione, la cui alimentazione di base era quasi completamente cerealicola. Ci furono numerose dimostrazioni popolari in Emilia e Romagna, presto sedate dall'esercito a costo di 250 morti e 1000 feriti. 
Nel 1884 Cambray-Digny, nel suo ruolo di senatore si oppose all'abolizione totale dell'imposta macinato, per motivi di bilancio, e contrastò la politica protezionistica del governo, mirante a favorire l'industria italiana a discapito dell'agricoltura, che il politico toscano voleva invece fosse incrementata e migliorata, sull'esempio della mezzadria toscana. 

### Le altre misure di risanamento dei conti pubblici
Altra misura atta al risanamento dei conti pubblici fu la privatizzazione della manifattura dei tabacchi, che il ministro delle finanze diede in appalto ad un gruppo di privati, tra cui alcune banche straniere, che garantirono all'erario un gettito di 170 milioni di lire all'anno. Questa misura provocò poco dopo uno scandalo in cui pareva fossero coinvolte alcune personalità politiche della Destra, che avevano mercanteggiato il loro voto per favori personali. Dalle critiche non sfuggì nemmeno il re, che si diceva avesse ricavato sei milioni di lire. Questo provocò una crisi ministeriale che portò alla formazione del Governo Menabrea II e al rafforzamento della politica di rigore economico portata a vanti dal ministro, che accelerò la vendita dei beni ecclesiastici, messi in liquidazione già nel 1867, da cui vennero ricavati 162 milioni. Il resto Cambray-Digny propose di cederlo ad una Società di beni demaniali, fondata quattro anni prima, in cambio di un anticipo di 300 milioni, e di aggiungere 100 milioni alla Banca nazionale, cedendole i servizi della Tesoreria di Stato, ma il progetto ministeriale fu bocciato dal Parlamento. 

## Gli ultimi anni
Dopo la caduta del terzo gabinetto Menabrea nel dicembre 1869, Cambray-Digny non fu più un uomo di governo, pur ricoprendo importanti incarichi parlamentari: infatti dal 1871 al 1872 fu vicepresidente del Senato, poi membro permanente della Commissione di bilancio del Senato e infine relatore di numerosi progetti di legge finanziaria.
Il 25 maggio 1873 fu nominato da Carlo Alfieri di Sostegno, membro del Comitato promotore della Società di educazione liberale per la fondazione e il mantenimento dell'Istituto Cesare Alfieri. Fu nominato membro del Comitato anche il suo amico e concittadino Ubaldino Peruzzi.. 
Amico di Marco Minghetti, sostenne il suo ministero, durato dal 1873 al 1876, appoggiando la proposta ministeriale sulla circolazione bancaria che mirava a regolamentare l'emissione di carta moneta da parte degli istituti di credito, varata nel 1874. Il 18 marzo con la caduta del governo Minghetti e la formazione del primo governo di Sinistra, guidato da Agostino Depretis, cercò di impedire al gruppo parlamentare toscano di votare contro il progetto di legge governativo che mirava alla statalizzazione delle ferrovie, fatto all'origine del voto di sfiducia in Parlamento. Sotto i vari governi di Sinistra, Cambray-Digny si batté in aula per il pareggio di bilancio, che era ora di nuovo in pericolo per la politica di espansione finanziaria derivata dalle politiche coloniali e di investimenti industriali. Ostile al socialismo, Cambray-Digny appoggiò la politica autoritaria del primo ministro Crispi di fronte alle associazioni politiche socialiste, votando per la messa in stato d'assedio della Sicilia, messa a soqquadro dalle rivendicazioni dei Fasci siciliani, e della Lunigiana, dove avvennero numerosi scioperi di minatori. Vicepresidente dell'Accademia dei Gergofili nel 1898, durante la crisi di fine secolo appoggiò i disegni di legge del governo Pelloux che riducevano le libertà statutarie, che però furono bloccati in Parlamento dall'ostruzionismo delle opposizioni. Dopo la scomparsa del figlio Tommaso, avvenuta nel 1901, Cambray-Digny si ritirò dalla politica, morendo l'11 dicembre 1906 a Firenze, a 86 anni. Nel febbraio del 1909 morì anche la moglie Virginia, mentre solo la figlia terzogenita Marianna sopravvisse ai genitori.